# Tom Thacker
Tom Thacker, właśc. Thomas Arnold Thacker (ur. 11 kwietnia 1977 w Langley) – gitarzysta Sum 41 podczas trasy Strength In Numbers Tour w 2007 roku, od tego czasu stał się oficjalnym gitarzystą i wokalistą wspierającym Sum 41.